# Tomás Pedro de Bittencourt Cotrim
Tomás Pedro de Bittercourt Cotrim (Rio de Janeiro, 6 de julho de 1826 — Montevidéu, 5 de julho de 1879) foi um militar e político brasileiro.
Filho de Caetano José Pedro Cotrim e de Teresa José de Bittencourt Cotrim.
Foi deputado à Assembleia Legislativa Provincial de Santa Catarina na 13ª legislatura (1860 — 1861), na 15ª legislatura (1864 — 1865), como suplente convocado, na 19ª legislatura (1872 — 1873), e na 21ª legislatura (1876 — 1877).